# Jørgen Vik
Jørgen Vik (Tromsø, 26 aprile 1990) è un allenatore di calcio, ex giocatore di calcio a 5 ed ex calciatore norvegese, di ruolo portiere.

## Carriera

### Giocatore
Vik gioca con la maglia del Sjarmtrollan, con cui ha vinto la Futsal Eliteserie 2016-2017. In virtù di questo risultato, in data 23 agosto 2017 ha debuttato in Coppa UEFA, in occasione della sconfitta per 4-6 contro il 't Knooppunt. Il 13 ottobre 2017 è stato convocato in Nazionale dal commissario tecnico Sergio Gargelli per la sessione d'allenamento prevista dal 25 al 29 ottobre successivi. Il 15 novembre è stato incluso tra i convocati per la Nordic Futsal Cup 2017.
Per quanto concerne l'attività calcistica, Vik ha giocato con la maglia del Lyngen/Karnes, per poi passare al Finnsnes. Si è alternato tra queste due squadre fino al 2013, per poi passare al Tromsdalen l'anno successivo.
Con questa maglia, ha avuto l'opportunità di esordire in 1. divisjon, venendo schierato titolare in data 11 maggio 2014 nella vittoria casalinga per 2-1 sull'HamKam. Al termine della stagione, il Tromsdalen è retrocesso in 2. divisjon. Vik è rimasto in squadra per un biennio.
Nel 2016 ha fatto ritorno al Lyngen/Karnes, nel frattempo scivolato in 4. divisjon. È rimasto in squadra anche per l'annata successiva.
Nel 2018 si è accordato con lo Skjervøy.

### Allenatore
L'8 gennaio 2024 è stato nominato nuovo allenatore del Tromsø.

## Statistiche

### Presenze e reti nei club
Statistiche aggiornate al 10 gennaio 2024.
| Stagione             | Club                 | Campionato           | Campionato | Campionato | Coppe nazionali | Coppe nazionali | Coppe nazionali | Coppe continentali | Coppe continentali | Coppe continentali | Supercoppe | Supercoppe | Supercoppe | Totale | Totale |
| Stagione             | Club                 | Comp                 | Pres       | Reti       | Comp            | Pres            | Reti            | Comp               | Pres               | Reti               | Comp       | Pres       | Reti       | Pres   | Reti   |
| -------------------- | -------------------- | -------------------- | ---------- | ---------- | --------------- | --------------- | --------------- | ------------------ | ------------------ | ------------------ | ---------- | ---------- | ---------- | ------ | ------ |
| 2007                 | Lyngen/Karnes        | 3D                   | ?          | -?         | CN              | ?               | -?              | -                  | -                  | -                  | -          | -          | -          | ?      | ?      |
| 2008                 | Finnsnes             | 3D                   | ?          | -?         | CN              | ?               | -?              | -                  | -                  | -                  | -          | -          | -          | ?      | -?     |
| 2009                 | Finnsnes             | 3D                   | ?          | -?         | CN              | ?               | -?              | -                  | -                  | -                  | -          | -          | -          | ?      | -?     |
| 2011                 | Lyngen/Karnes        | 3D                   | ?          | -?         | CN              | ?               | -?              | -                  | -                  | -                  | -          | -          | -          | ?      | ?      |
| 2012                 | Lyngen/Karnes        | 3D                   | ?          | -?         | CN              | ?               | -?              | -                  | -                  | -                  | -          | -          | -          | ?      | ?      |
| Totale Lyngen/Karnes | Totale Lyngen/Karnes | Totale Lyngen/Karnes | ?          | -?         |                 | ?               | -?              |                    | -                  | -                  |            | -          | -          | ?      | -?     |
| 2013                 | Finnsnes             | 3D                   | ?          | -?         | CN              | ?               | -?              | -                  | -                  | -                  | -          | -          | -          | ?      | -?     |
| Totale Finnsnes      | Totale Finnsnes      | Totale Finnsnes      | ?          | -?         |                 | ?               | -?              |                    | -                  | -                  |            | -          | -          | ?      | -?     |
| 2014                 | Tromsdalen           | 1D                   | 6          | -12        | CN              | 2               | -1              | -                  | -                  | -                  | -          | -          | -          | 8      | -13    |
| 2015                 | Tromsdalen           | 2D                   | 9          | -10        | CN              | 2               | -9              | -                  | -                  | -                  | -          | -          | -          | 11     | -19    |
| Totale Tromsdalen    | Totale Tromsdalen    | Totale Tromsdalen    | 15         | -22        |                 | 4               | -10             |                    | -                  | -                  |            | -          | -          | 19     | -32    |
| 2016                 | Lyngen/Karnes        | 4D                   | ?          | -?         | CN              | ?               | -?              | -                  | -                  | -                  | -          | -          | -          | ?      | ?      |
| 2017                 | Lyngen/Karnes        | 4D                   | ?          | -?         | CN              | ?               | -?              | -                  | -                  | -                  | -          | -          | -          | ?      | ?      |
| gen.-giu. 2018       | Skjervøy             | 3D                   | ?          | -?         | CN              | ?               | -?              | -                  | -                  | -                  | -          | -          | -          | ?      | ?      |
| ago.-dic. 2018       | Lyngen/Karnes        | 4D                   | ?          | -?         | CN              | ?               | -?              | -                  | -                  | -                  | -          | -          | -          | ?      | ?      |
| Totale Lyngen/Karnes | Totale Lyngen/Karnes | Totale Lyngen/Karnes | ?          | -?         |                 | ?               | -?              |                    | -                  | -                  |            | -          | -          | ?      | -?     |
| 2019                 | Skjervøy             | 3D                   | ?          | -?         | CN              | ?               | -?              | -                  | -                  | -                  | -          | -          | -          | ?      | ?      |
| Totale Skjervøy      | Totale Skjervøy      | Totale Skjervøy      | ?          | -?         |                 | ?               | -?              |                    | -                  | -                  |            | -          | -          | ?      | -?     |
| Totale               | Totale               | Totale               | ?          | -?         |                 | ?               | -?              |                    | -                  | -                  |            | -          | -          | ?      | -?     |